# Helen Reddy
Helen Reddy (25 de outubro de 1941 — Los Angeles, 29 de setembro de 2020) foi uma cantora australiana de pop. Teve vários hits na Billboard e ganhou, em 1972, um Grammy de "Melhor Performance de Vocal Pop Feminino" pela sua atuação em "I Am Woman".
Morreu no dia 29 de setembro de 2020 em Los Angeles, aos 78 anos.

## Discografia

### Álbuns
| Ano  | Álbum                        | EUA | Certificações da RIAA | Gravadora        |
| ---- | ---------------------------- | --- | --------------------- | ---------------- |
| 1970 | I Don't Know How to Love Him | 100 | Ouro                  | Capitol          |
| 1970 | Helen Reddy                  | 167 |                       | Capitol          |
| 1972 | I Am Woman                   | 14  | Platina               | Capitol          |
| 1973 | Long Hard Climb              | 8   | Ouro                  | Capitol          |
| 1974 | Love Song for Jeffrey        | 11  | Ouro                  | Capitol          |
| 1974 | Free and Easy                | 8   | Ouro                  | Capitol          |
| 1975 | No Way to Treat a Lady       | 11  | Ouro                  | Capitol          |
| 1976 | Music, Music                 | 16  | Ouro                  | Capitol          |
| 1977 | Ear Candy                    | 75  |                       | Capitol          |
| 1978 | We'll Sing in the Sunshine   |     |                       | Capitol          |
| 1979 | Reddy                        |     |                       | Capitol          |
| 1980 | Take What You Find           |     |                       | Capitol          |
| 1981 | Play Me Out                  |     |                       | MCA              |
| 1983 | Imagination                  |     |                       | MCA              |
| 1998 | Center Stage                 |     |                       | Varese Sarabande |

### Coletâneas e álbuns ao vivo
| Ano  | Álbum                                     | US | Certificações da RIAA | Gravadora        |
| ---- | ----------------------------------------- | -- | --------------------- | ---------------- |
| 1975 | Helen Reddy's Greatest Hits (and more)    | 5  | 2× Multi-Platina      | Capitol          |
| 1978 | Live in London                            |    |                       | Capitol          |
| 1990 | Feel So Young                             |    |                       | Helen Reddy Inc. |
| 2000 | The Best Christmas Ever                   |    |                       | EMI / Capitol    |
| 2006 | The Woman I Am: The Definitive Collection |    |                       | EMI / Capitol    |
| 2006 | Come with Me: The Rest of Helen Reddy     |    |                       | Helen Reddy Inc. |

### Singles
| Ano  | Single                               | Posições nas paradas | Posições nas paradas      | Posições nas paradas | Álbum                        |
| Ano  | Single                               | Hot 100 dos EUA      | Adult Conteporary dos EUA | RU                   | Álbum                        |
| ---- | ------------------------------------ | -------------------- | ------------------------- | -------------------- | ---------------------------- |
| 1971 | "I Don't Know How to Love Him"       | 13                   | 12                        |                      | I Don't Know How to Love Him |
| 1971 | "Crazy Love"                         | 51                   | 8                         |                      | I Don't Know How to Love Him |
| 1971 | "No Sad Song"                        | 62                   |                           |                      | Helen Reddy                  |
| 1972 | "I Am Woman"[A]                      | 1                    | 2                         |                      | I Am Woman                   |
| 1973 | "Peaceful"                           | 12                   | 2                         |                      | I Am Woman                   |
| 1973 | "Delta Dawn"[A]                      | 1                    | 1                         |                      | Long Hard Climb              |
| 1973 | "Leave Me Alone (Ruby Red Dress)"[A] | 3                    | 1                         |                      | Long Hard Climb              |
| 1974 | "Keep on Singing"                    | 15                   | 1                         |                      | Love Song for Jeffrey        |
| 1974 | You and Me Against the World"        | 9                    | 1                         |                      | Love Song for Jeffrey        |
| 1974 | "Angie Baby"[A]                      | 1                    | 1                         | 5                    | Free and Easy                |
| 1975 | "Emotion"                            | 22                   | 1                         |                      | Free and Easy                |
| 1975 | "Bluebird"                           | 35                   | 5                         |                      | No Way to Treat a Lady       |
| 1975 | "Ain't No Way to Treat a Lady"       | 8                    | 1                         |                      | No Way to Treat a Lady       |
| 1975 | "Somewhere in the Night"             | 19                   | 2                         |                      | No Way to Treat a Lady       |
| 1976 | "I Can't Hear You No More"           | 29                   | 1                         |                      | Music, Music                 |
| 1976 | "Music Is My Life"                   | 29                   | flip                      |                      | Music, Music                 |
| 1977 | "You're My World"                    | 18                   | 5                         |                      | Ear Candy                    |
| 1977 | "The Happy Girls"                    | 57                   |                           |                      | Ear Candy                    |
| 1977 | "Candle on the Water"                |                      | 27                        |                      | Pete's Dragon soundtrack     |
| 1978 | "We'll Sing in the Sunshine"         |                      | 12                        |                      | We'll Sing in the Sunshine   |
| 1978 | "Ready or Not"                       | 73                   |                           |                      | We'll Sing in the Sunshine   |
| 1979 | "Make Love to Me"                    | 60                   |                           |                      | Reddy                        |
| 1981 | "I Can't Say Goodbye to You"         | 88                   |                           | 43                   | Play Me Out                  |

Nota
- A^ Certificados como Ouro pela RIAA.